# Peninsular and Oriental Steam Navigation Company
De Peninsular and Oriental Steam Navigation Company (P&O) is een voormalige Britse rederij. Het bedrijf werd in 1837 opgericht en was daarmee een van de oudste rederijen ter wereld. 

## Geschiedenis
Op 22 augustus 1836 werd een contract afgesloten tussen de Admiraliteit en Peninsular Steam Navigation Company voor het vervoer van post tussen Engeland en het Iberisch Schiereiland. De oprichters van de rederij waren Brodie McGhie Willcox en Arthur Anderson. Drie jaar later, met de overname van vier stoomschepen, werd de naam gewijzigd in Peninsular and Oriental Steam Navigation Company, nadat de dienst werd uitgebreid met Alexandrië in Egypte. In 1842 werd het werkgebied verder naar het oosten verlegd met een dienst tussen Suez en Brits-Indië.
Tijdens de Krimoorlog vervoerde de rederij troepen en paarden naar de Krim. Na het beëindigen van het conflict kreeg het contracten met het leger voor het vervoer van troepen naar India. Tegen het einde van de 19e eeuw begon de rederij met diensten op Australië. Bij het uitbreken van de Eerste Wereldoorlog had het zo’n 70 schepen in de vaart. Een groot aantal hiervan werden ingezet voor het troepentransport, als hulpkruiser of als hospitaalschip met ook grote verliezen als gevolg. Na de oorlog werd de vloot vernieuwd met grotere en snellere schepen. In de Tweede Wereldoorlog werden de schepen weer gebruikt net zoals tijdens 1914-1918.
Begin jaren zeventig werden de passagiersdiensten gestaakt, doordat reizigers meer en meer kozen voor een korte reistijd met het vliegtuig. De aandacht van P&O verschoof naar vrachttransport, haventerminals en cruises.
In december 1996 kwam een fusie tot stand van P&O Containers en Nedlloyd Lines, onderdeel van het Nedlloyd-concern. De aandelen van de joint venture P&O Nedlloyd werden gelijkelijk verdeeld over P&O en Nedlloyd (50/50%). De schepen van P&O Nedlloyd deden in dat jaar 229 havens aan in 94 landen, waardoor het een van Nederlands grootste multinationals was. Hoofdkantoren waren gevestigd in Rotterdam en Londen. 
In 2003 werden de cruise-activiteiten van P&O Cruises verkocht aan de Amerikaanse cruiseorganisator Carnival Corporation. voor $ 7,8 miljard.
In 2005 werd P&O Nedlloyd, met uitzondering van de haventerminals, overgenomen door A.P. Møller-Mærsk Group. 
In 2006 nam Dubai Ports World (DPW) deze laatste activiteiten van P&O over en betaalde £3,3 miljard voor de 29 haventerminals in 19 landen van P&O. Ook de havenbeheerde PSA International (PSA) van Singapore wilde P&O overnemen, maar DPW was bereid meer te betalen.
DPW nam ook P&O Ferries over, dat veerdiensten exploiteerde in Het Kanaal, de Noordzee en de Ierse Zee, ondanks de slechte financiële resultaten in de voorafgaande jaren als gevolg van de opening van de Eurotunnel.